# Ville-sur-Tourbe
Ville-sur-Tourbe település Franciaországban, Marne megyében. Lakosainak száma 214 fő (2022. január 1.). Ville-sur-Tourbe Cernay-en-Dormois, Malmy, Massiges, Servon-Melzicourt és Virginy községekkel határos.

## Népesség
A település népessége az elmúlt években az alábbi módon változott:
| Lakosok száma | 238  | 194  | 202  | 205  | 251  | 246  | 219  | 213  | 211  | 214  |
|               | 1968 | 1982 | 1990 | 2006 | 2013 | 2015 | 2017 | 2019 | 2020 | 2022 |